# 1490 pr. n. št.

## Smrti
- Aluvamna, kralj Hetitov (* ni znano)